# Ludgarda Meklenburská (1283)

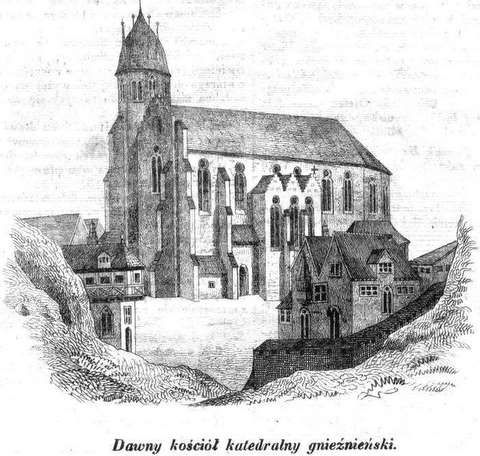
Katedrála v Hnězdně - místo posledního odpočinku

Ludgarda Meklenburská (1260/1261 ? – 12. prosince 1283) byla kněžna poznaňská a velkopolská, dcera meklenburského knížete Jindřicha I. Poutníka a Anastasie, dcery pomořanského vévody Barnima.

## Život
Ludgarda byla provdána za Přemysla II. Velkopolského ve Štětíně v červenci roku 1275. Jednalo se o politický sňatek dojednaný ženichovým strýcem Boleslavem Pobožným a kromě uzavření spojenectví s meklenburskými vévody byl snad podmínkou toho, aby Přemysl dostal vlastní úděl.
Manželství nebylo šťastné, zřejmě z důvodu Ludgardiny neplodnosti. Zemřela roku 1283 a podle kronikáře Jana Długosze byla svým manželem otrávena nebo zavražděna na jeho objednávku. Pochována byla 14. prosince 1283 v hnězdenské katedrále.